# Grove (Schleswig-Holstein)
Grove ist eine Gemeinde im Kreis Herzogtum Lauenburg in Schleswig-Holstein.

## Geographie

### Geographische Lage
Das Gemeindegebiet von Grove erstreckt sich im südöstlichen Teilgebiet des Naturraums Ostholsteinisches Seen- und Hügelland, dem südlichsten Abschnitt des schleswig-holsteinischen Hügellandes am Bach Steinau etwa drei Kilometer nördlich von der Stadt Schwarzenbek.

### Ortsteile
Die Gemeinde Grove besteht siedlungsgeographisch (siedlungsstatistisch) aus dem namengebenden Dorf als einzigem Wohnplatz im Gemeindegebiet. Die Siedlungsstruktur wird von der übergeordneten Raumordnung entwicklungsorientiert für Tourismus und Erholung überplant.

### Nachbargemeinden
Das Gemeindegebiet liegt direkt umschlossen von jenen der Gemeinden:
| Havekost                            |                                             | Elmenhorst |
| Sachsenwald (Gemeindefreies Gebiet) | Kompassrose, die auf Nachbargemeinden zeigt | Sahms      |
|                                     | Schwarzenbek                                | Grabau     |

## Geschichte
Das Dorf wurde im Jahr 1230 im Ratzeburger Zehntregister zum ersten Mal urkundlich erwähnt.

## Politik

### Gemeindevertretung
Bei der Kommunalwahl am 14. Mai 2023 wurden insgesamt elf Sitze vergeben. Von diesen erhielt die Wählergemeinschaft Grove fünf Sitze und die Bürgerinitiative Grove und die Aktive Allgemeine Wählergemeinschaft Grove jeweils drei Sitze.

### Wappen
Blasonierung: „Von Grün und Gold durch einen gold-blauen Wellenbalken geteilt. Oben ein silbernes Kastanienblatt und einen silbernen Pflug, unten ein roter Glockenbecher.“

## Medien
Seit 2015 wurde in Grove, neben weiteren Gemeinden, die NDR-Fernsehreihe Neues aus Büttenwarder gedreht. Für den in der Serie vorkommenden Friseursalon „Erika Primatzki“ wird in Grove der Gemeinschaftsraum der Freiwilligen Feuerwehr in der Alten Dorfschule hergerichtet.